# Deselvana simulans
Deselvana simulans är en insektsart som först beskrevs av Schmidt 1928.  Deselvana simulans ingår i släktet Deselvana och familjen dvärgstritar. Inga underarter finns listade i Catalogue of Life.